# علی درانی
علی دُرانی هنرمند و کاریکاتوریست ایرانی معروف به ماهی خورده شده یا EatenFish است که برندهٔ جوایز بین‌المللی کاریکاتور و حقوق بشر شده‌است.

## زندگی نامه
او زمانی که هنوز پناهجوی بازداشتی در زندان مهاجرتی استرالیا در کشور پاپوآ گینه نو بود، برنده جایزه بین‌المللی کاریکاتور از طرف سازمان بین‌المللی حقوق کارتونیست‌ها شد. وی با نام هنری ماهی خورده شده توانست محبوبیت جهانی کسب کند، وضعیت غیرانسانی حاکم بر زندان‌های مهاجرتی استرالیا در جزیره مأنوس را به تصویر، کشیده‌است.

## پناهندگی
دولت استرالیا در سال ۲۰۱۳ از یک سیاست بسیار سختگیرانه در قبال پناهجویانی که می‌کوشند با قایق به سواحل این کشور نزدیک شوند پیروی می‌کرد که مورد انتقاد سازمان ملل قرار داشت. این پناهجویان به جزیره مأنوس متعلق به پاپوآ گینه نو منتقل می‌شدند و اجازه ورود به خاک استرالیا را نداشتند.
وی حدود پنج سال در یکی از اردوگاه‌های بسته پناهجویان در جزیره مأنوس متعلق به پاپوآ – گینه نو در بازداشت و در تبعید زندگی کرد.

## کاریکاتور
علی که کاریکاتورهایش را با "EatenFish" امضا می‌کند، در یک رشته کاریکاتورها وضعیت غیرانسانی حاکم بر بازداشتگاه خود در جزیره مأنوس را به شکل بطورکامل ماهرانه‌ای به تصویر، کشیده است.

## دریافت جایزه شهامت
در ماه سپتامبر سال ۲۰۱۶ «شبکه بین‌المللی حقوق کاریکاتوریست‌ها» که در کشور آمریکا قرار دارد اعلام کرد که علی درانی با مستندی که از وضعیت حاکم بر این بازداشتگاه و سوءرفتارهای غیرانسانی مأموران بازداشتگاه و همچنین شرایط ستمگرانهٔ استرالیا عرضه کرد، سزاوار دریافت جایزه شهامت در حرفه کاریکاتور در سال ۲۰۱۶ از سوی این نهاد بین‌المللی است.
ضرب و شتم، گرسنگی دادن به پناهجویان و رفتار تحقیرآمیز دولت استرالیا و دولت پاپوآ گینه نو و مأموران بازداشتگاه علیه پناهجویان، موضوع‌های این کاریکاتورها هستند.
به گزارش رویترز، جول پت، رئیس شبکه بین‌المللی حقوق کاریکاتوریست‌ها در رابطه با کاریکاتورهای علی درانی می‌گوید: «"ماهی خورده شده یا EatenFish" با توانایی خود قادر بوده که در کاریکاتورهای خود سوءرفتارهای غیرقابل بیان مأموران و برخوردهای افراطی مدیریت و مسئولان کمپ پناهجویان، آزار و اذیت‌های روانی فیزیکی و جنسی را به تصویر بکشد.»
ژانت گالبرایت Janet Galbraith، وکیل مدافع درانی در زمان تبعید علی درانی، به خبرنگاران اعلام کرد که این جایزه برای این کاریکاتوریست جوان که کارهایش را در روزنامه گاردین، واشینگتن پست و ABC به چاپ می‌رساند، از اهمیت بسیار برخوردار است. اما این دادخواستی علیه وضعیت حاکم بر بازداشتگاه‌های استرالیا نیز هست.
گالبرایت به صورت پی در پی در تماس‌هایی که با خبرنگاران وکلای بین‌المللی داشت، اعلام می‌کرد که علی درانی بیمار و نیازمند پزشک متخصص بوده‌ا

## تکذیب مقالات استرالیا
اداره امور مهاجرت و مرزبانی استرالیا اما ادعاهای «شبکه بین‌المللی حقوق کاریکاتوریست‌ها» علیه وضعیت غیرانسانی حاکم بر بازداشتگاه‌های پناهجویان را تکذیب می‌کرد و از نوع مراقبت‌ها در این بازداشتگاه‌ها دفاع می‌کرد.

## انتقال به نروژ
علی دورانی امروز تحت پشتیبانی کامل از طرف دولت نروژ درشهر استاوانگر، نروژ ساکن است. دورانی پس از اینکه پنج سال از زندگی خود را در اردوگاه بازداشت و تبعید در جزیره مانوس، پاپوآ گینه نو گذراند. وی در تاریخ ۱۷ دسامبر به‌طور مستقیم از کشور پاپوآ گینه نو وارد استاوانگر نروژ شد.

## اجرای موسیقی در فستیوال جاز آزادی
در ماه سپتامبر سال ۲۰۱۹ الی هویت، خواننده استرالیایی در رشته موسیقی جاز که برنده جوایز مختلف بین‌المللی شده‌است در فستیوال جاز آزادی در استرالیا، بوسیلهٔ مجموعه ای ۱۸ دقیقه‌ای موسیقی جاز که درمورد داستان زندگی کاریکاتوریست ایرانی علی درانی، با نام آقای ایتن فیش یا ماهی خورده شده می‌باشد به مقام فینالیست‌ها در فستیوال جاز آزادی استرالیا ۲۰۱۹ رسید، که این موسیقی در مراسمی به صورت زنده در سالن اپرای سیدنی در استرالیا و شبکه ABC اجرا شد که از دیگر موفقیت‌های این کارتونیست ایرانی می‌باشد.
درماه اکتبر سال ۲۰۱۹ Eatenfish، نمایشگاه هنری با نام کاریکاتور برای آزادی (به انگلیسی: cartooning for freedom)  را برگزار خواهد کرد، که در اول اکتبر افتتاح می‌شود و این نمایشگاه بخشی از بزرگترین فستیوال ادبی جهان در شهر فرانکفورت المان با نام Frankfurt Bookfair 2019 می‌باشد. در این نمایشگاه علی درانی بیش از۳۸ تصویر را به نمایش خواهد گذاشت و این نمایشگاه تا ۳۱ اکتبر به مدت یک ماه ادامه خواهد داشت.